# Pablo Moreno (cyclisme)
Pour les articles homonymes, voir Pablo Moreno et Moreno.
Moreno  Rebollo est un nom espagnol. Le premier nom de famille, en général paternel, est Moreno ; le second, en général maternel, souvent omis, est Rebollo.
Pablo Moreno Rebollo, né le 19 août 1963 à Arganda del Rey, est un coureur cycliste espagnol. Il devient professionnel en 1988 et le reste jusqu'en 1992. Il n'y remporte aucune victoire. 

## Palmarès
- 1983
  -  Champion d'Espagne de l'américaine (avec Juan Carlos Pliego)
- 1984
  -  Champion d'Espagne de poursuite
- 1985
  -  Champion d'Espagne de poursuite par équipes

## Résultats sur les grands tours

### Tour de France
1 participation
- 1990 : 124e

### Tour d'Espagne
4 participations
- 1988 : 110e
- 1989 : 113e
- 1990 : abandon (12e étape)
- 1991 : abandon (13e étape)

### Tour d'Italie
1 participation
- 1992 : abandon